# Acalolepta sublusca
Acalolepta sublusca es una especie de escarabajo del género Acalolepta, familia Cerambycidae. Fue descrita científicamente por Thomson en 1857.
Habita en Camboya, China, Malasia, Singapur y Vietnam. Mide 20 mm. El período de vuelo de esta especie ocurre en junio.